# Kalv (dyreunge)
 For alternative betydninger, se Kalv. (Se også artikler, som begynder med Kalv)
Kalve kaldes visse pattedyrs unger. Hvalers, oksers herunder køers, nogle hjortes og nogle antilopers unge kaldes en kalv. Undtagelser herfra er f.eks. rådyrets unge, der kaldes et lam.